# Yên Ý công
Yên Ý công (chữ Hán: 燕懿公; trị vì: 554 TCN-549 TCN), là vị vua thứ 25 của nước Yên - chư hầu nhà Chu trong lịch sử Trung Quốc.
Không rõ tên thật và thân thế của ông. Năm 549 TCN, vua thứ 24 của nước Yên là Yên Tiền Văn công qua đời, ông lên nối ngôi, tức Yên Ý công.
Sử sách không ghi rõ những hành trạng của ông trong thời gian ở ngôi.
Năm 545 TCN, Yên Ý công mất. Ông ở ngôi 5 năm. Con ông là Yên Huệ công lên nối ngôi.